# Liste des épisodes de The Glades
Cette page recense la liste des épisodes de la série télévisée The Glades.

## Panorama des saisons
| Saison | Saison | Épisodes | Diffusion originale sur A&E | Diffusion originale sur A&E | Sortie DVD      | Sortie DVD      | Sortie DVD       |
| Saison | Saison | Épisodes | Début de saison             | Fin de saison               | Zone 1          | Zone 2          | Zone 4           |
| ------ | ------ | -------- | --------------------------- | --------------------------- | --------------- | --------------- | ---------------- |
|        | 1      | 13       | 11 juillet 2010             | 3 octobre 2010              | 14 juin 2011    | 21 janvier 2013 | 7 mars 2012      |
|        | 2      | 13       | 5 juin 2011                 | 5 septembre 2011            | 10 juillet 2012 | NC              | 31 décembre 2013 |
|        | 3      | 10       | 3 juin 2012                 | 12 août 2012                | 4 juin 2013     | NC              | NC               |
|        | 4      | 13       | 27 mai 2013                 | 26 août 2013                | NC              | NC              | NC               |

## Liste des épisodes

### Première saison (2010)
1. Sous le soleil de Floride (Pilot)
2. L'Oiseau rare (Bird in the Hand)
3. En pleine tempête (A Perfect Storm)
4. L'Odeur de la canne à sucre (Mucked Up)
5. Les Cobayes (The Girlfriend Experience)
6. L'Orangeraie (Doppelganger)
7. Cassadaga (Cassadaga)
8. L'Homme à la moto (Marriage is Murder)
9. Les Séminoles (Honey)
10. Pur sang (Second Chance)
11. Le Trésor du Magdalena (Booty)
12. Instants volés (Exposed)
13. Le Parcours idéal (Breaking 80)

### Deuxième saison (2011)
Le 13 septembre 2010, la série est renouvelée pour une deuxième saison, diffusée à partir du 5 juin 2011.
1. Un Parfum de Havane (Family Matters)
2. L'Étrangleur du Northside (Old Ghosts)
3. L'Enfant perdu (Lost and Found)
4. Sensations fortes (Moonlighting)
5. De vilains petits secrets (Dirty Little Secrets)
6. Le Cirque de l’étrange (Gibtown)
7. Amour et dépendance (Addicted To Love)
8. Le Venin du serpent (Second Skin)
9. Les Armes à la main (Iron Pipeline)
10. Espèces menacées (Swamp Thing)
11. Jeux de plage (Beached)
12. D'alcool et de sang (Shine)
13. Prise d'otages (Breakout)

### Troisième saison (2012)
Le 18 octobre 2011, la série est renouvelée pour une troisième saison, diffusée à partir du 3 juin 2012.
1. Rencontre d'un certain type (Close Encounters)
2. Le Chant des sirènes (Poseidon Adventure)
3. Jim's Anatomy (Longworth's Anatomy)
4. La Vérité nue (The Naked Truth)
5. La Guerre des restaurants (Food Fight)
6. Apparences trompeuses (Old Times)
7. Au-dessus des lois (Public Enemy)
8. Fontaine de jouvence (Fountain of Youth)
9. Islandia (Islandia)
10. La Dernière Vague (Endless Summer)

### Quatrième saison (2013)
Le 12 septembre 2012, la série a été renouvelée pour une quatrième saison diffusée depuis le 27 mai 2013.
1. Le Fantôme de Martha (Yankee Dandy)
2. Shot Girls (Shot Girls)
3. Barbecue mortel (Killer Barbecue)
4. Strip-tease (Magic Longworth)
5. L'Apocalypse zombie (Apocalypse Now)
6. Glade-iators (Glade-iators)
7. L'Arnaque (Gypsies Tramps and Thieves)
8. 1, 2, 3 (Threes Company)
9. L'Esprit de compétition (Fast Ball)
10. Belles de galerie (Gallerinas)
11. La Guerre de Sécession (Civil War)
12. Et au milieu coulait une rivière (Happy Trails)
13. Pour le meilleur et pour le pire (Tin Cup)